# Кушити
Кушити, збирно име за многобројне народе афроазијске (бивше семитскохамитске) етнолингвитичке породице. Кушити живе на великом подручју у неколико источноафричких држава: Етиопија, Еритреја, Џибути, Сомалија, Кенија, Танзанија и Судан и Египат. Језици које говоре ови народи се такође зове кушитски језици.

## Рана историја
Кушити спадају у најстарије становништво у долини Нила. Њихово име изведено је од речи куш (=црн) које у Библији означава Хамовог сина и земљу јужно од Египта, односно Нубију и Абисинију. Краљевство Куш јавља се још 2500 година пре нове ере са средиштем у Керми. Кушити су наредних година ратовали са Египћанима и другим народима (Асирцима). Коначну пропаст наговестило је пресељење краљевског двора из Напате у Мероу. Овоме је претходио 591 пр. н. е. напад египатског краља Псаметика Другог на Куш и уништењу Напате, па се Аспелта око 580. пресели у Мероу. Задњи ударац задаје им Рим 23. н. е. када је Напата опљачкана. Кушови потомци Кушити данас су подељени на бројне народе.

## Подела
A) Средњи Кушити:
- Ави, Етиопија, говоре језиком аунги. 397,491 (попис, 1998)
- Билен, Еритреја, 70,000 (1995).
- Хамир, Етиопија, говоре језком хамтанга, 158,231 (попис 1998)
- Кунфал, сродниа Авијима, Етиопија, западано од језера Тана. 2,000 (2000 M. Brenzinger)

B) Источни Кушити
- Афар или Данакил, Етиопија, Џибути. 1.439.367.
- Ајуран 45.000,
- Алаба, Етиопија, 125,900 (1998)
- Арборе, Етиопија 6,559 (1998)
- Баизо, Етиопија, 3,260 (1994, M. Brenzinger)
- Бони, 3,500 (1994), Кенија
- Бурџи, Етиопија, 46,565 (1998)
- Буса, Етиопија, 9,207 (popis, 1998)
- Дасанач, Етиопија, 32,099 (1998)
- Дираша, Етиопија, 54,354 (1998)
- Ел Моло, Кенија, 400 (2000 M. Brenzinger).
- Оромо, Етиопија, Кенија, Сомалија, 30 милиона
- Гаре, Кенија, 136,000
- Гавада, Етиопија. 33,971 (попис, 1998)
- Гедео, Етиопија, 639,905 (1998)
- Адеа, Етиопија, 927,933 (1998)
- Камбата 621,407 (1998)
- Консо, Етиопија, 153,419 (1998 попис)
- Либидо, Етиопија, 38,096 (1998)
- Орма 78.000,
- Рендиле, Кенија, 32,000 (1994 I. Larsen BTL)
- Сахо, Еритреја и Етиопија, 202,759.
- Сидамо, Етиопија, 1.842.314 (1998)
- Сомалци, Сомалија, Џибути, Кенија, 15 милиона
- Цамаи, у регији Омо, Етиопија; 9,702 (popis, 1998)
- Јаку, Кенија, 250 (1983).

C) Северни Кушити
- Беџа, Судан, Еритреја, Египат 1.178.000.

D) Јужни Кушити
- Аса, Танзанија
- Бурунги 13.000 (2002), Tanzanija.
- Дахало, Кенија, 400
- Гороа, Танзанија
- Ираку, Танзанија, 462,000 (2001 Johnstone and Mandryk).
- Васи, Танзанија, 30,000 (2001 Kiessling).

## Етнографија
Углавном су пастири и номади. Посебно се истичу због посебних обележја Елмоло, јер су рибари, и племе Дасенич по својим фризурама и перјаницама од нојевог перја.